# Phyllophaga javepacuana
Phyllophaga javepacuana är en skalbaggsart som beskrevs av Moron 2003. Phyllophaga javepacuana ingår i släktet Phyllophaga och familjen Melolonthidae. Inga underarter finns listade i Catalogue of Life.